# Gare de Vichy
Gare de Vichy – stacja kolejowa w Vichy, w regionie Owernia-Rodan-Alpy, we Francji. Znajdują się tu 3 perony. Trwa budowa PEI (Pôle d’Échanges Intermodal).